# UGC 55
UGC 55 es una galaxia espiral barrada localizada en la constelación de Andrómeda.